# Lahovická cyklolávka
Lahovická cyklolávka je zavěšená lávka pro cyklisty a chodce pod Radotínským mostem na jižní části Pražského okruhu u Lahovic. Její výstavba probíhala mezi lety 2010 a 2014 a uvedení do provozu se uskutečnilo po několika odkladech dne 12. dubna 2014. Vede po ní cyklotrasa A102, spojující levý a pravý břeh Vltavy.

## Popis stavby
Lahovická cyklolávka zajišťuje propojení Komořan a Lahovic přes Vltavu a slouží také jako alternativa k Mostu Závodu míru. Je významnou spojnicí dvou páteřních pražských cyklotras, pravobřežní A2 a levobřežní A1, vedoucích podél Vltavy. Po lávce samotné je vedena cyklotrasa A102 z Radotína do Komořan, a to jako stezka pro pěší a cyklisty. Délka samotné cyklolávky činí 225 m, nájezdové rampy měří 420 m, tudíž celková délka stavby je 645 metrů. Její šířka je 3,5 metru a vede v maximální výšce nad povrchem 18 metrů.

## Výstavba

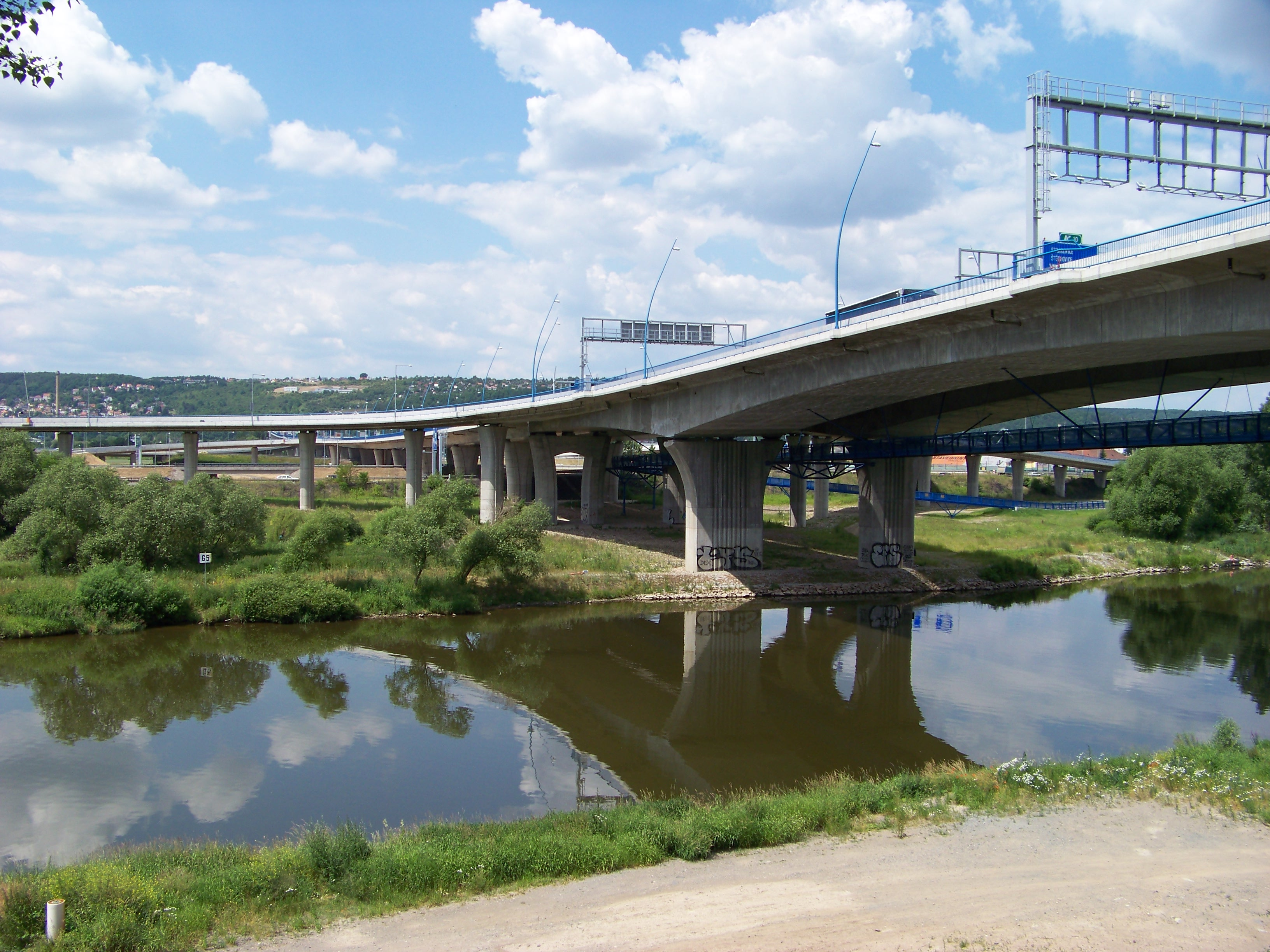
Radotínský most se zavěšenou cyklolávkou a lahovická nájezdová rampa

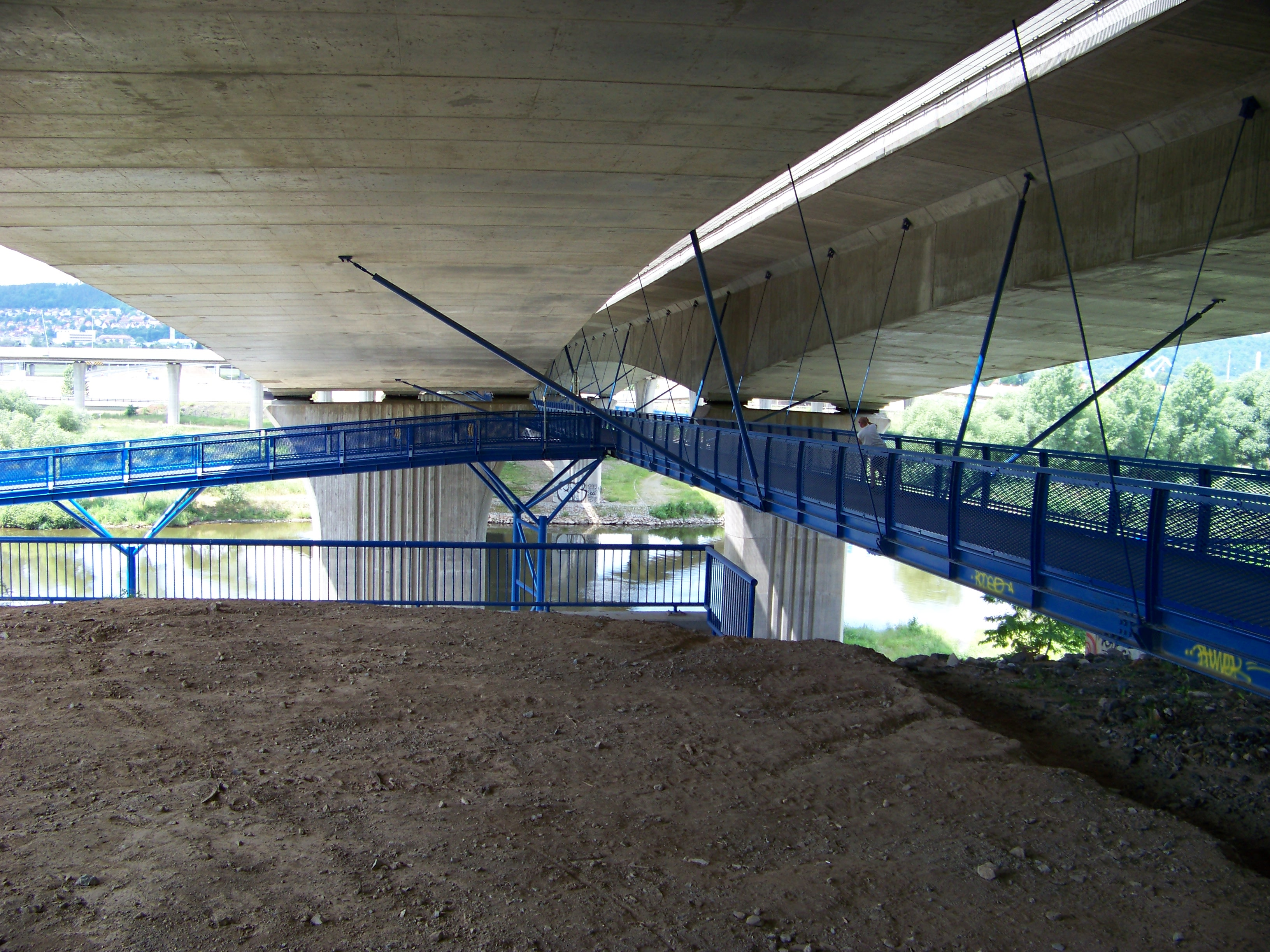
Lahovická cyklolávka od Komořan

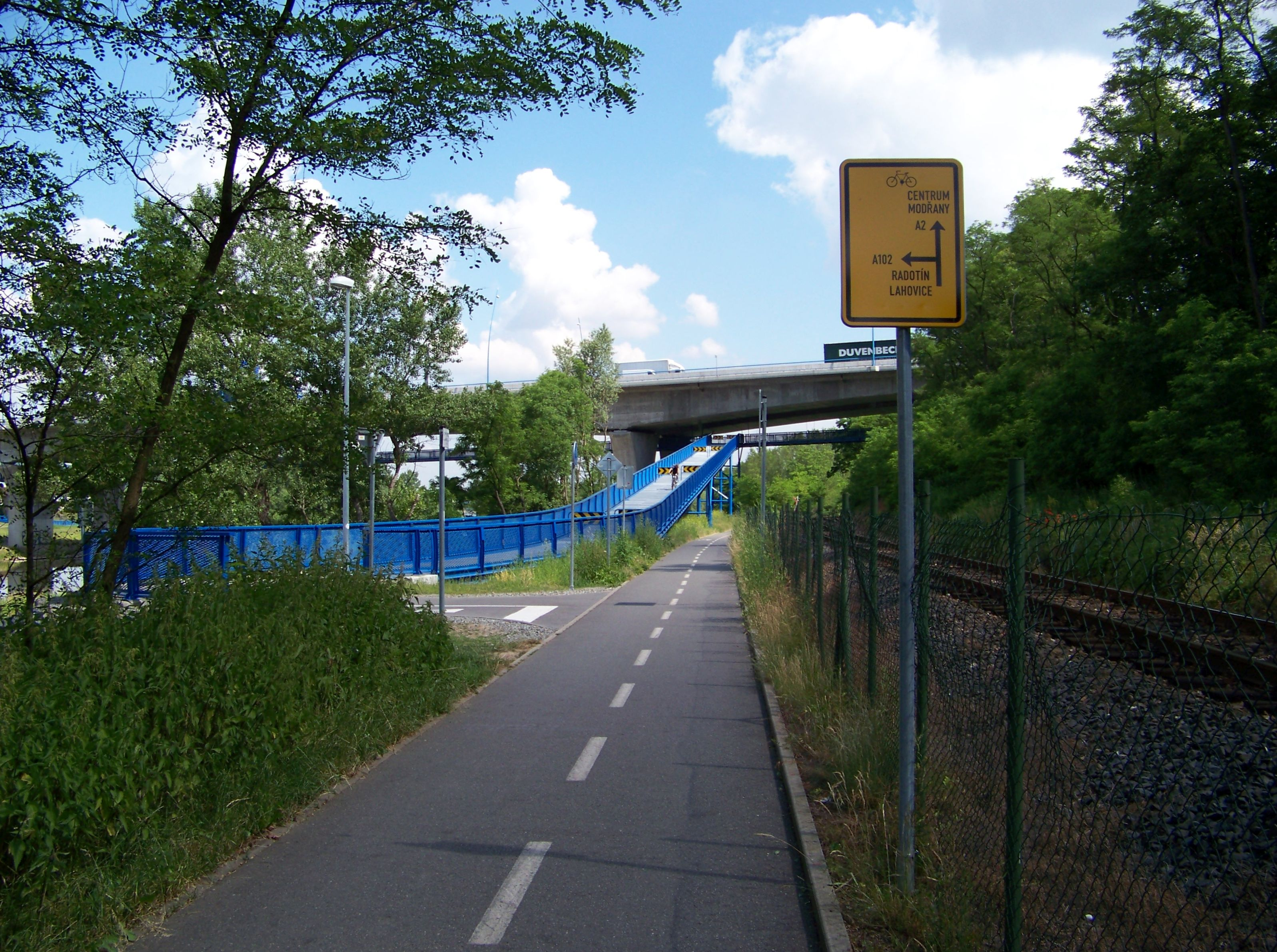
Komořanská nájezdová rampa a cyklotrasa A2

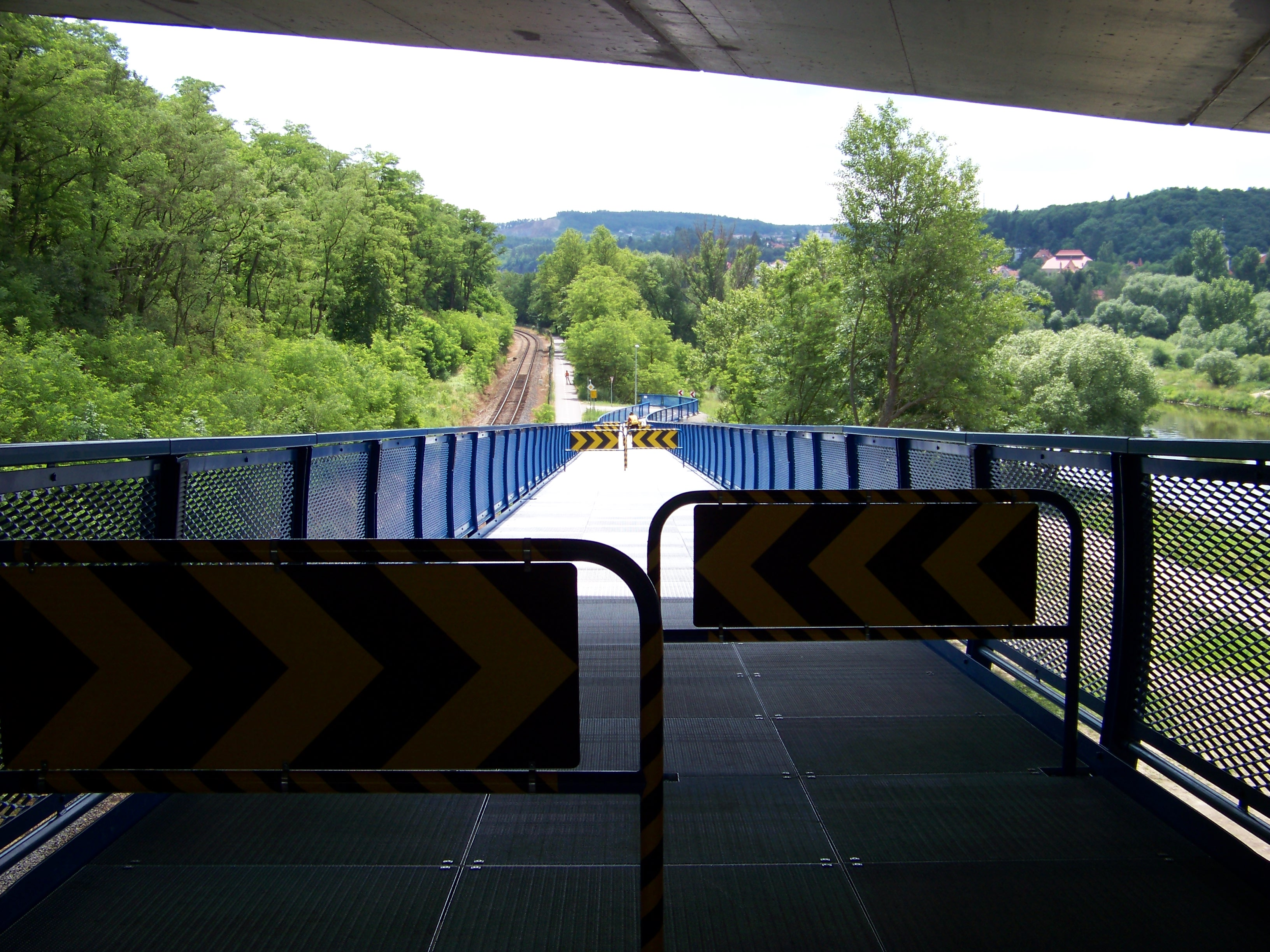
Nájezdová rampa s retardéry

Podobná lávka je také součástí mostu přes Berounku. Podle pražského radního Petra Štěpánka počítalo město s tím, že lávku vybuduje Ředitelství silnic a dálnic (ŘSD) tak, jak ji prezentovalo ve svých materiálech, avšak ŘSD v dokumentaci pro stavební řízení mělo pouze úchyty pro lávku a začalo tvrdit, že pěší lávky nejsou zahrnuty do předmětu činnosti ŘSD a nelze na ně ani čerpat finanční prostředky; v územním rozhodnutí byla podle něj pouze podmínka, že konstrukce mostu má umožňovat budoucí propojení břehů zavěšenou lávkou. Město na svém webu oponuje, že převedení pěších a cyklistů bývá součástí staveb dálnic a mnohdy vůbec podmínkou územních rozhodnutí a že příslib vybudování lávky měl vliv také na postoj k dálničnímu mostu, protože město lávku považovalo za alespoň částečné vyvážení nevýhod, které dálnice přinese. Ve stavebním povolení je lávka uvedena s označením komunikace SO 204/3.
Podobná zavěšená lávka v části mostu přes Berounku byla zprovozněna včas, již v roce 2010. Lahovická cyklolávka přes Vltavu byla dokončena také na podzim 2010, ale bez nájezdových ramp. Zprovoznění lávky přes Vltavu se o několik let zpozdilo mimo jiné kvůli sporu o prodej pozemku, na němž měla stát pravobřežní rampa, i kvůli dalším procesním průtahům a také kvůli povodním v roce 2013, které poškodily příjezdovou cestu ke staveništi. Jeden z vlastníků dotčených pozemků odmítal prodat pouze třináctinu pozemku, která byla nutná pro výstavbu lávky, byl ochoten prodat jen celou parcelu; tu pak město v roce 2011 za 1,5 milionu Kč skutečně koupilo. Během doby, než byla lávka uvedena do provozu, opakovaně docházelo ke krádežím kovových roštů, které tvoří povrch lávky. Výstavba nájezdových ramp byla zahájena 1. srpna 2013. Podle informací z počátku března 2014 městská zastupitelka Monika Krobová Hášová odhadovala dokončení lávky v dubnu 2014 a TSK odhadovala zprovoznění lávky na květen téhož roku.
Původně plánovanou cenu nájezdových ramp 50 milionů Kč se podařilo díky soutěži snížit na 20 milionů Kč; samotná lávka bez nájezdů stála kolem 60 milionů Kč, celkem tedy stavba vyšla na 80 mil. Kč. Lávka byla díky mimořádně teplému březnu uvedena do provozu již v sobotu 12. dubna 2014. Na nákladech na vybudování ramp se podílelo město Praha i Státní fond dopravní infrastruktury. Podle TSK hl. m. Prahy je tato lávka vůbec nejdražším úsekem cyklostezky v hlavním městě Praze.